# Пегматит
Пегматит (грч. пегматос=јака веза, енгл. Pegmatite, рус. Пегматит) је врло крупнозрна (зрна претежно > 1цм у пречнику), леукократна, диашистна стена, која представља крајњи дериват гранитских и других интрузија. Зрна ове магматске стене достижу величине и преко 20 mm. Карактеристично појављивање ових стена је у виду жица.

## Генеза и карактеристике
Већина пегматита се састоје од минерала кварца и фелдспата, а везују се за гранитне стене у којима се формирају током завршне фазе настанка, односно крајем фазе очвршћавања. Током ове фазе издваја се фракција минералног материјала која садржи већим делом воду обично богату флуором и литијумом. Ова фракција бива истискивана из гранитног плутона која након очвршћавања формира жице. Очвршћавање се дешава на релативно високим температурама под малим притисцима што доводи до кристализације у виду великих кристала. Овако настају пегматити који садрже крупне примерке биотита и блокове алкалног фелдспата. 

## Распрострањење
На подручју Србије пегматити се јављају као жични пратиоци гранитоида и то: на подручју Бујановца, на Кукавици, Церу, Букуљи, Пасјачи.
- Алкални пегматит са површински измењеним фелдспатом и кристалима плавог корунда - Canaã алкални масив, Рио де Жанеиро, Бразил
- Пегматитска жица
- Пегматит - минерална асоцијација: кварц чађавац, ортоклас, епидот. Пољска